# اللغة الأورارتية
اللغة الأورارتية أوراتو تسمية أطلقها الآشوريون على شعب ومملكة قامت في أرمينيا حول بحيرة فان في القرن التاسع قبل الميلاد وبقيت خصماً لهم قرنين من الزمن حتى أخضعها آشوربانيبال ثم اختفت بعد ذلك وحل محلها الأرمن وهم من الشعوب الهندية - الأوربية. ولم يترك الأورارتيون سوى أسم جبل آرارات الذي يدل عليهم ومئات النقوش التي تتحدث عن غزوات ملوكهم وأعمالهم وبعض النصوص الاقتصادية . كما اكتشفت نصوص أورارتية - آشزرية ساعدت على دراسة هذه اللغة التي أصبحت معروفة في مجال البحث أكثر من الحورية.
وقد كتبت الأوراتية مثل باقي لغات المنطقة بالخط المسماري (الآشوري) ونسب الأورارتيون في السابق خطأ إلى كبير آلهتهم خلدي وتؤكد الأبحاث والدراسات الحديثة قرابة الأورارتية من الحورية ولكن التشابهات الكثيرة بينهما يقابلها أيضاً عدد كبير من الاختلافات ومن ثم فإن الأوراتية ليست سليلة الحورية ولا تشكّل مرحلة أحدث بالنسبة لها.

## مجمعات النصوص

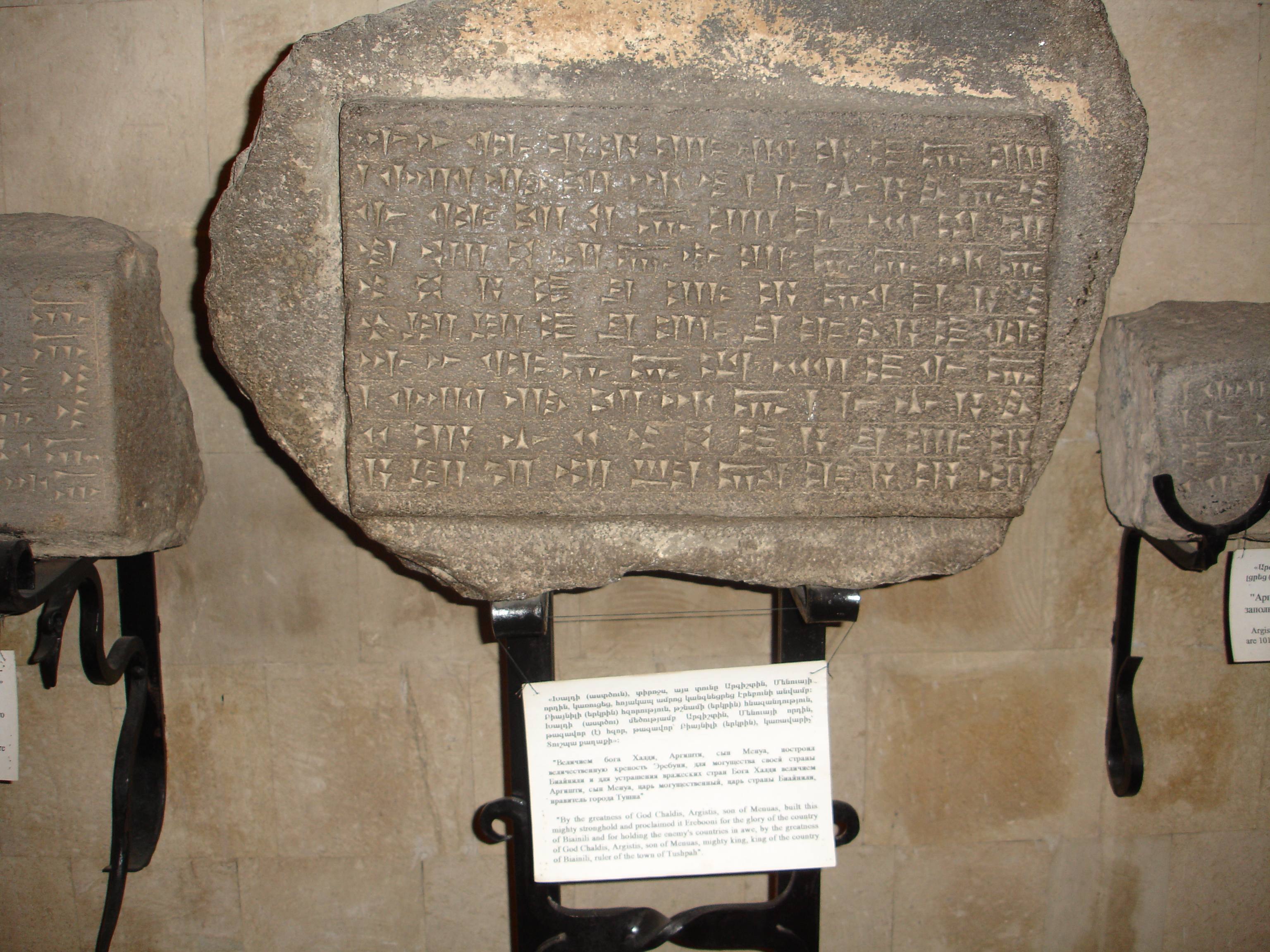
نقش حجري بالمسمارية الأورارتية معروض في متحف إربوني في يريفان. النقش يقول: للإله خلدي، السيد، أرغيشتي، ابن منوا، شيّد هذا المعبد وهذا الحصن المنيع. وأسمّيه «إربوني» لمجد بلدان بياي (=أورارتو) وللتمسك ببلدان لولوي (=الأعداء) في خوف. بعظمة الإله خلدي، ها أنا أرغيشتي، ابن منوا، الملك القوي، ملك بلاد بياي، وحاكم مدينة توشپا

## الهامش
1. ↑  "معلومات عن اللغة الأورارتية على موقع britannica.com". britannica.com. مؤرشف من الأصل في 2018-08-21.
2. ↑  "معلومات عن اللغة الأورارتية على موقع ark.frantiq.fr". ark.frantiq.fr. مؤرشف من الأصل في 2019-12-12.
3. ↑  "معلومات عن اللغة الأورارتية على موقع www-01.sil.org". www-01.sil.org. مؤرشف من الأصل في 2016-03-04.

## الأدب
- C. B. F. Walker: Reading the Past: Cuneiform. British Museum Press, 1996, (ردمك 0-7141-8077-7).
- J. Friedrich: "Urartäisch", in Handbuch der Orientalistik I, ii, 1-2, pp. 31–53. Leiden, 1969.
- Gernot Wilhelm: "Urartian", in R. Woodard (ed.), The Cambridge Encyclopedia of the World’s Ancient Languages. Cambridge, 2004.
- Vyacheslav V. Ivanov: "Comparative Notes on Hurro-Urartian, Northern Caucasian and Indo-European". UCLA, 1996
- Mirjo Salvini: Geschichte und Kultur der Urartäer. Wissenschaftliche Buchgesellschaft, Darmstadt, 1995.
- Jeffrey J. Klein, "Urartian Hieroglyphic Inscriptions from Altintepe", Anatolian Studies, Vol. 24, (1974), 77-94.

## وصلات خارجية
- Russian-language scholarly publications on Urartu and the Urartian language; includes texts in Urartian
- A Urartian glossary (based on Die Urartäische Sprache: (1971) by G.A. Melikishvili